# Brodioptera sinensis
Brodioptera sinensis (лат.) — вымерший вид крупных крылатых насекомых из рода Brodioptera семейства Brodiopteridae отряда Мегасекоптеры. Описан по голотипу-отпечатку CNU-NX1-600, найденному в Сяхэяне, уезд Чжунвэй (коллекция CNU), формации Янхугоу в Китае из середины каменноугольного периода (карбона) (316,9—309,8 миллионов лет назад). К 2016 году было обнаружено более 50 отпечатков этих насекомых в карбоновой формации Тaпо (Tupo) на территории Нинся-Хуэйского автономного района в центральной части Китая. У них был очень длинный, направленный вперед колющий хоботок, предназначенный, видимо, для прокалывания семязачатков древних растений. Длина хоботка примерно 1 см, что составляло половину от длины тела. Церки этих насекомых были вдвое длиннее тела. Под сканирующим микроскопом видно, что их покрывали длинные волоски.